# ایشتوان مودین
ایشتوان مودین (انگلیسی: István Mudin؛ ۱۶ اکتبر ۱۸۸۱ – ۲۲ ژوئیه ۱۹۱۸ (aged 36)) ورزشکار دو و میدانی اهل مجارستان بود.
وی در مسابقات کشوری و بین‌المللی در مجموع برندهٔ ۱ مدال نقره، ۱ مدال برنز شده‌است.